# География Филиппин

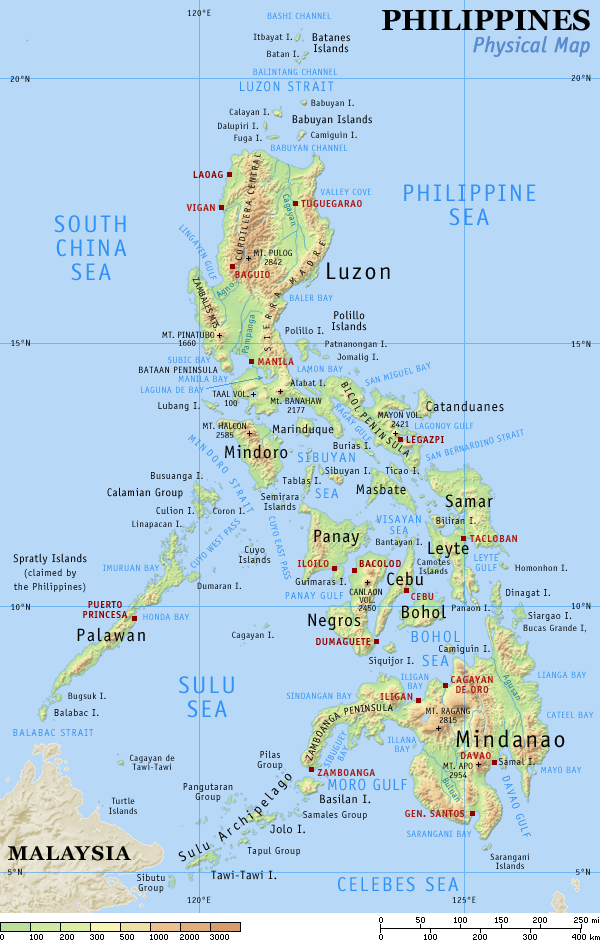
Физическая карта Филиппин

Государство Филиппины занимает одноименный архипелаг в Тихом океане, являющийся частью Малайского архипелага.
Филиппинский архипелаг состоит из более чем 7107 островов, однако только 2000 из них являются обитаемыми. Самые крупные из них: Лусон, Минданао, Самар, Панай, Палаван, Негрос, Миндоро, Лейте. Острова Лусон и Минданао составляют 66 % территории страны. Архипелаг условно делится на три островные группы: Лусон на севере, Висайские острова в центре и Минданао на юге.
Протяженность архипелага с севера на юг составляет около 2000 км, с запада на восток — 900 км.
На западе острова омываются Южно-Китайским морем, на востоке — Филиппинским морем, на юге — морем Сулавеси, на севере Филиппинские острова отделяет от острова Тайвань пролив Баши. Длина береговой линии 36,3 тыс. км. Общая площадь островов — 299,7 тыс. км².
Большинство крупных островов имеют вулканическое происхождение. Крупнейшая горная цепь — Кордильеры — находится в центральной и северной части острова Лусон. Высочайший пик — вулкан Апо (Apo) (2954 м) на острове Минданао. Филиппины входят в Тихоокеанское огненное кольцо, на островах много действующих вулканов.
Крупнейшая река Филиппин, Кагаян, протекает на острове Лусон и имеет длину 354 км. Самое большое по площади озеро, Лагуна-де-Бай, и самое глубокое, Пинатубо, также находятся на Лусоне.